# 500 miles d'Indianapolis 1991

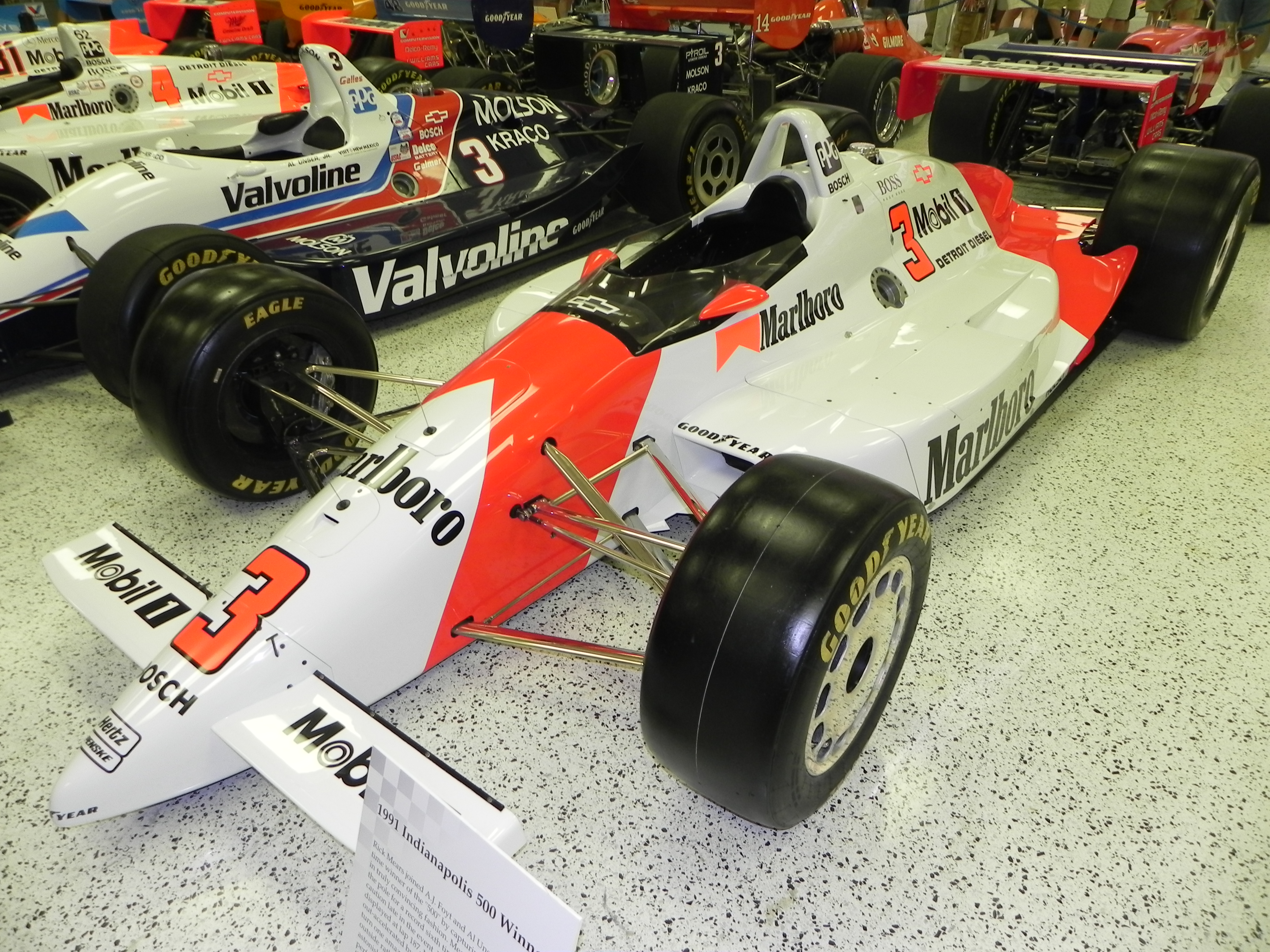
La Penske-Chevrolet de Rick Mears, victorieuse de l'édition 1991 des 500 miles d'Indianapolis.

Les 500 miles d'Indianapolis 1991, organisés le 26 mai 1991 sur l'Indianapolis Motor Speedway, ont été remportés par le pilote américain Rick Mears sur une Penske-Chevrolet.

## Grille de départ
| Ligne | Intérieur         | Milieu                | Extérieur           |
| 1     | Rick Mears        | A. J. Foyt            | Mario Andretti      |
| 2     | Bobby Rahal       | Michael Andretti      | Al Unser Jr.        |
| 3     | John Andretti     | Jim Crawford          | Danny Sullivan      |
| 4     | Eddie Cheever     | Jeff Andretti         | Scott Goodyear      |
| 5     | Gary Bettenhausen | Arie Luyendyk         | Emerson Fittipaldi  |
| 6     | Kevin Cogan       | Stan Fox              | Mike Groff          |
| 7     | Scott Brayton     | Tony Bettenhausen Jr. | Bernard Jourdain    |
| 8     | Geoff Brabham     | Buddy Lazier          | Hiro Matsushita     |
| 9     | John Paul Jr.     | Tero Palmroth         | Scott Pruett        |
| 10    | Roberto Guerrero  | Willy T. Ribbs        | Dominic Dobson (en) |
| 11    | Randy Lewis       | Pancho Carter         | Gordon Johncock     |

La pole a été réalisée par Rick Mears à la moyenne de 360,675 km/h. Le meilleur temps des qualifications est l'œuvre de Gary Bettenhausen, à la moyenne de 361,246 km/h.

## Classement final
| no | Pilote                | Voiture          | Tours | Temps/Abandon     |
| 1  | Rick Mears            | Penske-Chevrolet | 200   |                   |
| 2  | Michael Andretti      | Lola-Chevrolet   | 200   |                   |
| 3  | Arie Luyendyk         | Lola-Chevrolet   | 199   |                   |
| 4  | Al Unser Jr.          | Lola-Chevrolet   | 198   |                   |
| 5  | John Andretti         | Lola-Chevrolet   | 197   |                   |
| 6  | Gordon Johncock       | Lola-Cosworth    | 188   |                   |
| 7  | Mario Andretti        | Lola-Chevrolet   | 187   | moteur            |
| 8  | Stan Fox              | Lola-Buick       | 185   |                   |
| 9  | Tony Bettenhausen Jr. | Penske-Chevrolet | 180   |                   |
| 10 | Danny Sullivan        | Lola-Alfa Romeo  | 173   | turbo             |
| 11 | Emerson Fittipaldi    | Penske-Chevrolet | 171   | boite de vitesses |
| 12 | Scott Pruett          | Truesports-Judd  | 166   | transmission      |
| 13 | Dominic Dobson (en)   | Lola-Judd        | 164   |                   |
| 14 | Randy Lewis           | Lola-Cosworth    | 159   |                   |
| 15 | Jeff Andretti (R)     | Lola-Cosworth    | 150   | moteur            |
| 16 | Hiro Matsushita (R)   | Lola-Buick       | 149   |                   |
| 17 | Scott Brayton         | Lola-Chevrolet   | 146   | moteur            |
| 18 | Bernard Jourdain      | Lola-Buick       | 141   | boite de vitesses |
| 19 | Bobby Rahal           | Lola-Chevrolet   | 130   | moteur            |
| 20 | Geoff Brabham         | Truesports-Judd  | 109   | électricité       |
| 21 | Pancho Carter         | Lola-Buick       | 94    | moteur            |
| 22 | Gary Bettenhausen     | Lola-Buick       | 89    | radiateur         |
| 23 | Tero Palmroth         | Lola-Cosworth    | 77    | moteur            |
| 24 | Mike Groff (R)        | Lola-Cosworth    | 68    | fuite d'eau       |
| 25 | John Paul Jr.         | Lola-Buick       | 53    | fuite d'huile     |
| 26 | Jim Crawford          | Lola-Buick       | 49    | moteur            |
| 27 | Scott Goodyear        | Lola-Judd        | 38    | moteur            |
| 28 | A. J. Foyt            | Lola-Chevrolet   | 25    | suspension        |
| 29 | Kevin Cogan           | Lola-Buick       | 24    | accident          |
| 30 | Roberto Guerrero      | Lola-Alfa Romeo  | 23    | accident          |
| 31 | Eddie Cheever         | Lola-Chevrolet   | 17    | électricité       |
| 32 | Willy T. Ribbs (R)    | Lola-Buick       | 5     | moteur            |
| 33 | Buddy Lazier (R)      | Lola-Buick       | 1     | accident          |

Un (R) indique que le pilote était éligible au trophée du "Rookie of the Year" (meilleur débutant de l'année), attribué à Jeff Andretti.

## Sources
- (en) Résultats complets sur le site officiel de l'Indy 500